# Zellertal
Zellertal là một đô thị thuộc huyện Donnersberg, trong bang Rheinland-Pfalz, phía tây nước Đức. Đô thị Zellertal có diện tích 6,93 km², dân số thời điểm ngày 31 tháng 12 năm 2006 là 1226 người.
Đô thị này gồm các làng Zell, Harxheim và Niefernheim.
Zellertal nằm trong vùng tồng nho Pfalz, giáp vùng trồng nho Rhinehessen.